# 西園寺公經
西園寺公經（日语：／ Saionji Kintsune */?，1171年—1244年10月2日），又稱藤原公經（日语：／ Fujiwara no Kintsune），是日本平安時代後期至鎌倉時代初期的公卿和歌人，西園寺家出身，官位是從一位太政大臣，《百人一首》歌人、新三十六歌仙和《新時代不同歌合》歌人，姐夫是同為《百人一首》歌人和新三十六歌仙的藤原定家。

## 生平
根據《公卿補任》和《尊卑分脈》記載，公經在承安5年2月21日（1175年3月15日）敘從五位下，治承3年正月5日（1179年2月13日）升從五位上（上西門院當年御給），養和元年11月28日（1182年1月4日）或同年12月28日（2月3日）就任侍從，壽永2年正月5日（1183年1月30日）升正五位下（上西門院當年御給）。根據《尊卑分脈》記載，他在元曆2年正月20日（1185年2月21日）就任左近衛少將和備前權介，《公卿補任》則記載是同日或同年正月30日（3月3日）就任越前權介和左近衛少將，文治2年正月30日（1186年2月21日）或同年2月30日（3月22日）就任備前介。
文治3年正月5日（1187年2月14日），公經升至從四位下，文治5年正月18日（1189年1月5日）就任讚岐權介，文治6年正月5日（1190年2月11日）升從四位上。建久2年2月1日（1191年2月26日），他升至正四位下（父卿去年大原野行幸賞），建久4年正月28日（1193年3月3日）升任左近衛中將，建久7年12月25日（1197年1月15日）就任藏人頭（超上﨟六人或超三人），土御門天皇在建久9年正月11日（1198年2月18日）即位後，公經續任藏人頭，並且出任後鳥羽院別當。
建久9年正月30日（3月9日），公經就任參議，續任左近衛中將，同年11月9日或14日（12月8日或12月13日）升從三位，正治2年正月22日（1200年2月8日）兼任越前權守，正治3年正月7日或23日（1201年2月11日或2月27日）升正三位（朝覲行幸賞），建仁元年7月23日（1201年8月23日）就任權中納言，同年8月23日（9月21日）獲准帶劍。建仁3年正月12日或13日（1203年2月25日或26日），他升至從二位（超源兼忠），同年10月24日（11月29日）就任右衛門督，11月23日（12月27日）轉任左衛門督，元久2年2月2日（1205年2月22日）辭任，翌年3月28日（1206年5月7日）就任中納言，建永2年正月5日（1207年2月3日）升正二位，同年2月10日或承元元年10月29日（3月10日或11月20日）升任權大納言。
承元5年正月22日（1211年2月7日），公經兼任中宮大夫（中宮為公經之妻的侄女九條立子），建曆元年10月1日（1211年11月7日）辭任。建保元年（1213年），他就任關東申次。建保5年11月8日（1217年12月8日），他遭到後鳥羽院勘當而籠居，翌年10月8日或19日（1218年10月28日或11月8日）就任大納言，同年11月26日（12月15日）兼任春宮大夫（東宮是九條立子之子懷成親王），承久元年11月13日（1219年12月21日）兼任右近衛大將，同年11月18日（12月26日）兼任右馬寮御監，翌年正月11日（1220年2月16日）辭任春宮大夫。
承久之亂爆發時，公經由於親近鎌倉幕府而與其子西園寺實氏一同被後鳥羽院監禁於弓場殿，不過由於他事前派遣家司三善長衡或伊賀光季通風報信，最終促使鎌倉幕府獲勝。承久3年閏10月10日（1221年11月25日），他就任內大臣，續任右近衛大將。貞應元年8月13日（1222年9月19日），公經就任太政大臣，翌年正月27日（1223年2月28日）升從一位，同年4月2日（5月3日）上表辭任太政大臣，但之后他依然以前任太政大臣的身份，負責向幕府傳達朝廷的消息，參與討論朝廷事務:202。嘉祿3年3月10日（1227年3月28日），他獲補任為後院別當，寬喜元年10月25日（1229年11月12日）獲賜左右近衛府生和番長各一名作為隨身，同年12月20日（1230年1月6日）辭去隨身。
寬喜3年12月22日（1232年1月15日），公經由於患病，因此以明惠為戒師而出家，法號覺勝，准三宮。天福元年6月，公經的家人源親賢由於被公經表弟藤原公雅之子藤原實任凌辱，氣憤的公經上奏要求對實任處以解官和放氏。晚年，公經居於北山第，北山第是建於在承久2年（1220年）時以尾張國松枝莊（現愛知縣一宮市木曾川町一帶）與仲資王相博得來的京都北山，其後他在附近興建西園寺（現鹿苑寺一帶），落慶儀式也獲北白河院和安嘉門院出席，西園寺家的名稱即源於此。寬元2年8月29日（1244年10月2日），他在北山第因为痢疾去世，享年74歲，號西園寺太政大臣，其墓和雕像位於西園寺內:303。幕府为此暂停了二十天的评议工作，前任和时任征夷大将军九条赖经和九条赖嗣改穿了轻服。:303

## 評價
安貞2年9月10日或10月11日（1228年10月9日或11月9日），公經獲准使用牛車，對此近衛家實在《豬隈關白記》同年9月9日（10月8日）條指出：「自古皆是先准坐人力車，才到牛車，直接獲准使用牛車，除了執柄外，再無其他例子了」（先聽輦車、次可聽牛車歟、直被許牛車之事、執柄之外、無其例歟）。
公經在出家後仍然處於權力核心，其子實氏當時已經官至右大臣，其孫以及另一子洞院實雄也擔任權大納言，加上九條家和近衛家均與西園寺家有姻親關係，攝關大臣等各項要職均由其一門包攬，連攝政近衛兼經也對公經言聽計從。延应2年春，當時朝廷計劃施行仁政，但在同年正月6日（1240年1月31日）的敘位卻引起了爭議，平經高形容「公經之命無人能夠違背，連官途政務等各種世事也是如此，仁政之举是没有意义的吧。」（相國禪門之命一切不被相背之間、官途世路之政務萬事如此、善政之沙汰無詮歟）。另外，根據《吾妻鏡》嘉禎2年2月22日（1236年3月30日）條記載，公經也曾經向幕府提出希望取得御家人橘公業在伊予國宇和郡的領地，北條泰時也無法拒絕其要求，轉為勸說公業交出領地，可見其在幕府的影響力:287-288。
此外，《平戶記》寬元2年8月29日條，形容其為「朝之蠢害，世之奸臣也」，《明月記》寬喜3年3月22日（1231年4月25日）條稱其是「大相一人之任意，超過福原平禪門歟」，《故一品記》仁治3年6月3日（1242年7月2日）條則稱其「當世之重臣無可比肩之人，諸事如思之人也」。

## 和歌
| 敕撰和歌集     | 新編國歌大觀編號 |
| -------------- | --- |
| 新古今和歌集   | 72、156、216、265、323、477、543、1274、1300、1331 |
| 新敕撰和歌集   | 61、116、124、151、224、325、335、360、430、463、467、473、481、510、687、742、770、779、903、911、912、1040、1052、1078、1232、1239、1275、1286、1325、1331 |
| 續後撰和歌集   | 13、48、123、128、129、325、527、543、727、831、1002、1003、1094、1195                                                                                       |
| 續古今和歌集   | 31、519、530、574、575、920、987、1175、1628、1679 |
| 續拾遺和歌集   | 18、26、41、61、214、424、1041、1094 |
| 新後撰和歌集   | 65、809、902、1247、1570、1582、1591 |
| 玉葉和歌集     | 26、152、194、274、704、767、1159、1181、1903、1981、2443 |
| 續千載和歌集   | 155、175、208、487、625、1635、1661、1854 |
| 續後拾遺和歌集 | 392、556、687、1133 |
| 風雅和歌集     | 835 |
| 新千載和歌集   | 99、161、446、584、930、2349 |
| 新拾遺和歌集   | 182、679 |
| 新後拾遺和歌集 | 1154、1217 |
| 新續古今和歌集 | 1401 |

公經總共有116首和歌收錄於敕撰和歌集，其中30首和歌入選《新敕撰和歌集》，僅次於藤原家隆（40首）、九條良經（36首）和藤原俊成（35首），排在第四位，另有13首連歌收錄於《菟玖波集》，分別是春連歌上（連歌大觀編號142和143）、春連歌下（連歌大觀編號224和225）、夏連歌（連歌大編號476和477）、秋連歌上（連歌大觀編號642和643）、冬連歌（連歌大觀編號1041、1042、1083和1084）、神祇連歌（連歌大觀編號1198和1199）、戀連歌上（連歌大觀編號1402、1403、1462和1463）、戀連歌下（連歌大觀編號1923和1924）、雜連歌二（連歌大觀編號2630和2631）、雜連歌三（連歌大觀編號2858和2859）和賀連歌（連歌大觀編號3667和3668）。歌風方面，公經的部分和歌參考了《源氏物語》和《伊勢物語》等作品，也多用掛詞和體言止等手法，在當時屬於新派歌風。
| 歌合                   | 歌合                   | 歌合               | 歌合           | 歌合             | 歌合           |
| ---------------------- | ---------------------- | ------------------ | -------------- | ---------------- | -------------- |
| 院當座歌合正治二年九月 | 院當座歌合正治二年十月 | 石清水若宮歌合     | 新宮撰歌合     | 和歌所影供歌合   | 撰歌合         |
| 仙洞影供歌合           | 千五百番歌合           | 影供歌合           | 八幡若宮撰歌合 | 石清水若宮歌合   | 春日社歌合     |
| 卿相侍臣歌合           | 卿相侍臣歌合           | 新時代不同歌合     | 新時代不同歌合 | 右大將家歌合     | 右大將家歌合   |
| 定數歌                 |                        |                    |                |                  |                |
| 道助法親王家五十首     | 道助法親王家五十首     | 道助法親王家五十首 | 洞院攝政家百首 | 洞院攝政家百首   | 洞院攝政家百首 |
| 其他                   |                        |                    |                |                  |                |
| 藤代王子和歌會         | 建保六年八月中殿御會   | 寬喜女御入內和歌   | 三首和歌會     | 西園寺花題十首會 | 槙島月題十首會 |

## 百人一首
- 《小倉百人一首》
入道前太政大臣
菱川師宣繪本
- 入道前太政大臣
百人一首歌牌
- 《小倉擬百人一首》
入道前大政大臣
不破伴左衛門
歌川廣重的浮世繪

| 敕撰和歌集版本 | 《百人一首》版本 | 全日本歌牌協會版本 嵯峨嵐山文華館版本 | 劉德潤譯本                                  | 姜文清譯本                               |
| -------------- | ---------------- | ------------------------------------- | ------------------------------------------- | ---------------------------------------- |
|                |                  |                                       | 滿院非白雪 風雨催落花 過眼雲煙散 身老嘆韶華 | 山風旋 吹得落櫻 滿中庭 白雪飄降 盈我身上 |

這首和歌收錄於《新敕撰和歌集》卷第十六「雜歌一」，新編國歌大觀編號是1052，詞書是「詠落花」（落花をよみ侍りける）。此歌從絢爛耽美的世界轉變至感嘆老年以至死亡，推測是公經出家後的作品，吉海直人認為此歌是小野小町《百人一首》入選作的本歌取，並且承襲藤原定家收錄在《拾遺愚草》內的作品（新編國歌大觀編號2068）的風格，其中的用法早見於三奏本《金葉和歌集》（新編國歌大觀編號56），不過手法上其他和歌是以描繪落花之美為主，此歌則將其與死亡連繫起來，這個用法也不常見，不但八代集沒有任何例子，其後也僅《玉葉和歌集》有收錄一首（新編國歌大觀編號254）。此外，公經的作品未有入選其他由定家編撰的歌集，因此塚本邦雄認為公經的和歌水平其實未獲定家承認，入選《百人一首》是基於定家的個人因素，才不惜排除有19首作品收錄於《新古今和歌集》的藤原有家和17首的藤原秀能，而挑選了僅十首作品收錄於《新古今集》的公經。
首句的意思邀請櫻花，採用了擬人法，主語是第二句的「嵐」（風暴），指在嵐的邀請下，櫻花散落一地。第二句的意思是颳起風暴的庭園。第三句的意思是並非雪，為散落櫻花的暗喻，屬《古今和歌集》以來常見的用法，在這裡以此與第四句連接，另一方面是表示斷定的助動詞的未然形，是表示否定的接續助詞。第四句有兩種意思，既可指櫻花如雪般降下（降り），也可以指自己逐漸老去（古り），前者承接第三句，後者則轉換自前者，掛詞是四段動詞的連體形，是表示強調的係助詞。末句的意思是原來就是我自己啊，（我）是代名詞，是格助詞，是表示斷定的助動詞的連用形，則是表示過去的助動詞的終止形，蘊含感嘆的意思。

## 家集
公經的家集是《公經集》，現僅存傳稱筆者為慈圓的古筆切，連同臨摹的一種，總共有七種和13首和歌，翻刻於《新編私家集大成》，《夫木和歌抄》雖然另有收錄一首詞書記載為出自公經「御集」的和歌，但是未能確認與古筆切關連。由於古筆切當中記載定家為權中納言，因此推測成書於其任期的寬喜4年正月（1232年1月24日至2月22日）至貞永元年12月（1233年1月12日至2月10日）之間，原本是約30厘米長的卷子本，根據《明月記》貞永2年3月22日（1233年5月2日）條記載，公經的家司長門守兼友「持彼草大卷」拜訪定家，推測「彼草大卷」便是《公經集》的原型，卷子本形態也代表其有可能是編撰《新敕撰和歌集》時所用的基礎資料。此外，收錄於《福地書店和本書畫目錄》，名為「慈鎮和尚 詠草切七首」的掛軸也與上述古筆切為同筆，收錄了七首古筆切沒有的和歌。

## 古筆
以公經為傳稱筆者的古筆有熊野懷紙（「遠山落葉 海邊晚望」以及「山河水鳥 旅宿埋火」）、藤原公經懷紙以及藤原公經消息（西園寺公經書狀），均是真蹟。
| 名稱                             | 名義                             | 所藏             | 指定日期     | 指定類型   | 參考資料             |
| -------------------------------- | -------------------------------- | ---------------- | ------------ | ---------- | -------------------- |
| 藤原公經筆懷紙（詠花有歡色和歌） | 藤原公經筆懷紙（詠花有歡色和歌） | 德川美術館       | 1960年6月9日 | 重要文化財 | [ 34 ]               |
| 西園寺公經書狀                   | 冷泉家文書                       | 冷泉家時雨亭文庫 | 1988年6月6日 | 重要文化財 | [ 35 ] [ 36 ] [ 37 ] |

### 註解
1. ↑  詞書是指該和歌的主題和寫作動機等相關事宜[25]